# 王一梅
王 一梅（おう いめい、ワン・イーメイ、1988年1月11日 - ）は、中華人民共和国の元女子バレーボール選手。元中国代表。

## 来歴
2003年に15歳で中国代表の候補に初選出される。翌年のワールドグランプリの香港ラウンドで代表デビューした。
2005年のアジア選手権より本格的に代表チームでプレーしている。同年のグラチャンにも出場した。2006年に日本で開催された世界選手権はレギュラーで活躍、5位入賞を果たした。
2008年、20歳で迎えた北京オリンピックでは見事に銅メダルを獲得した。同年の第1回アジアカップで優勝へ導き、ベストスパイカー賞を受賞した。
2009年より世代交代を行う代表チームの中核となる。翌年のワールドグランプリ2010では4位となり、自身もベストサーバー賞に輝いた。また、地元で開催されたアジア競技大会で優勝を果たし、大会MVPに選ばれた。
2011年9月に行われたアジア選手権で3大会ぶりの優勝へ導き、MVPを受賞した。同年11月のワールドカップで銅メダル獲得に大きく貢献した。
2012年、怪我により代表チームを離脱していたが、ロンドンオリンピックで復帰した。だが、準々決勝で日本に敗れて5位で大会を終えた。
2013年のFIVBワールドグランプリで銀メダルを獲得した。同年、トルコリーグの強豪エジザージュバシュ・ヴィトラに移籍した。

## 人物
- 破壊力抜群の強烈なスパイクとジャンプサーブを打つ。
- 2006年世界選手権の日本のテレビ放送におけるキャッチコピーは戦慄の重戦車であった。

## 受賞歴
- 2008年 - モントルーバレーマスターズ ベストスコアラー賞
- 2008年 - 第1回バレーボールアジアカップ　ベストスパイカー賞
- 2010年 - ワールドグランプリ ベストサーバー賞
- 2010年 - アジア競技大会 MVP
- 2011年 - 第16回アジア選手権 MVP

## 所属チーム
- 遼寧（2002-2013年）
- エジザージュバシュ・ヴィトラ (2013-2014年）
- トラブゾン（2014-2015年）
- Jakarta Elektrik PLN（2015-2016年）
- 遼寧（2015-2020年）